# Sportscene
Sportscene is een Schots voetbalprogramma dat uitgezonden wordt op BBC Scotland. Het doet wekelijks, op zaterdagavond, verslag van voetbalwedstrijden uit de Scottish Premier League. Naast de wekelijkse uitzending, zijn er ook speciale afleveringen in verband met de Scottish Cup of internationale wedstrijden. Sportscene wordt al sinds 1975 uitgezonden.

## Presentatoren en commentatoren
Het programma wordt door verschillende personen gepresenteerd. Dougie Donnelly was in 2010 de hoofdpresentator. Andere presentatoren zijn Rob MacLean, David Currie en Jonathan Sutherland. Tot de voormalige presentatoren behoren Archie MacPherson, Hazel Irvine, Alison Walker en Gordon Hewitt. Hiernaast wordt hij bij het becommentariëren bijgestaan door wisselende gasten, maar John Robertson en Liam McLeod zijn het vaakst te zien. Voormalige commentatoren zijn Archie MacPherson (1969-1990), Jock Brown (1990-1997), Rob MacLean (1997-2004) en Paul Mitchell (2004-2010).